# Вейц, Вениамин Исаакович
Вениами́н Исаа́кович Вейц (4 января 1905, Чечерск, Могилёвская губерния, ныне Гомельская область — 27 января 1961, Москва) — советский энергетик, член-корреспондент АН СССР (с 1 февраля 1933).

## Биография
4 Января 1905 года родился в семье мелкого служащего. 
Окончил среднюю школу в 1920 году, а затем переехал в Москву.
В 1923 поступил на статистическое отделение факультета общественных наук МГУ. Окончил 1-й Московский университет (1924) и Московское высшее техническое училище (МВТУ) (1925).
С 1925 год преподавал в различных высших учебных заведениях. В 1927—1934 годах принимал участие в составлении «Технической энциклопедии» в 26-и томах под редакцией Л. К. Мартенса, автор статей по тематике «энергетика». Много и плодотворно работал в области энергетической статистики. В 25 лет стал профессором, а в 28 лет — членом-корреспондентом АН СССР.
Один из основателей Энергетического института АН СССР.
Труды по исследованию и использованию энергоресурсов, энергетике народного хозяйства, энергосистемам.

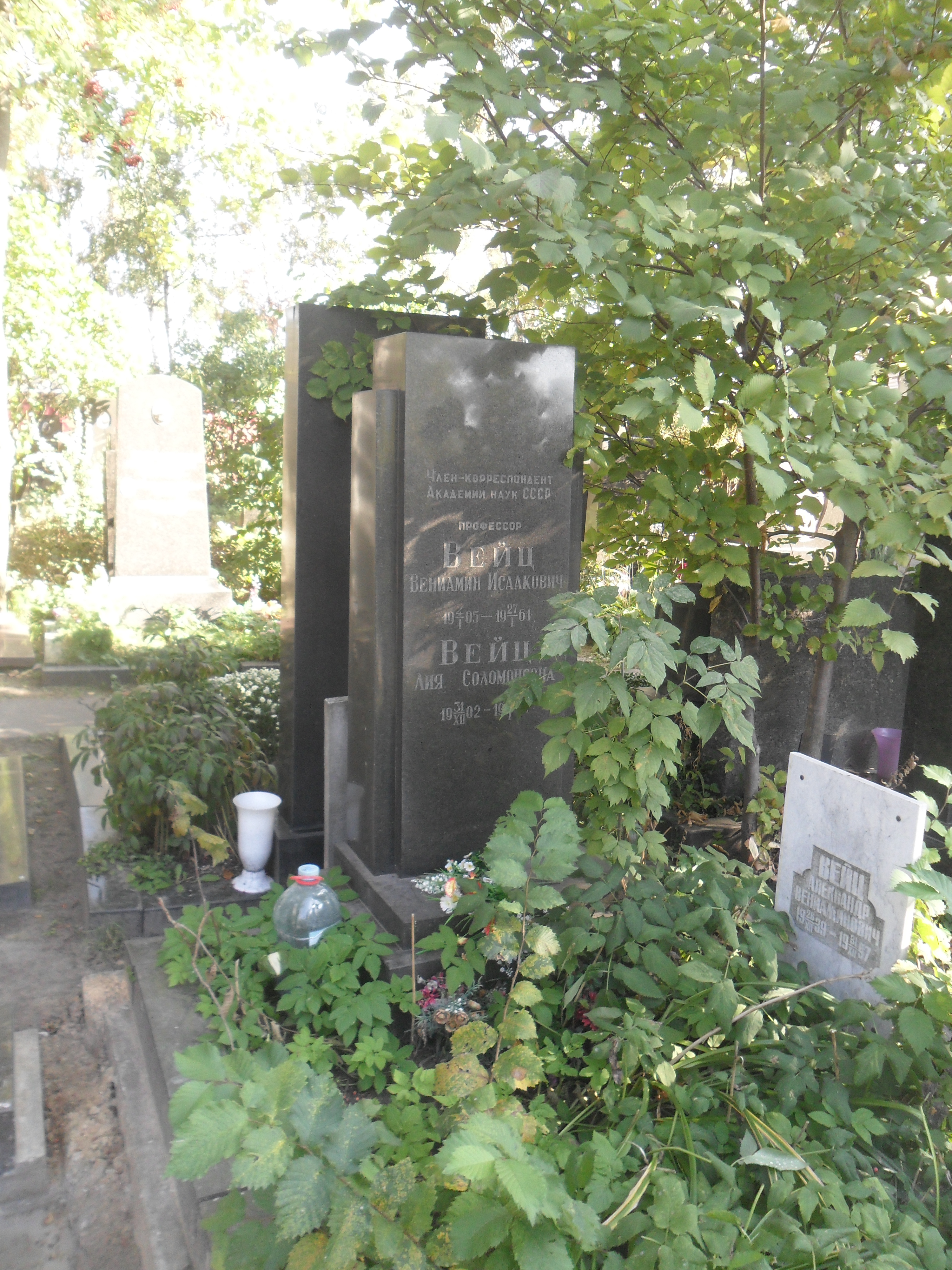
Могила Вейца на Новодевичьем кладбище Москвы

## Награды и премии
- Орден Трудового Красного Знамени (10 июня 1945)
- Сталинская премия I степени (10 апреля 1942) — за работу «О развитии народного хозяйства Урала в условиях войны»

## Труды
- Потенциальные и кинетические производительные силы мирового хозяйства / [Под ред. и с предисл. М. Н. Смит] ; Коммунистическая академия. Секция научной методологии. — Москва : издательство Коммунистической академии, 1927. — (Серия. Кривые капиталистического хозяйства) — 312 с.
- Современное развитие электрификации в капиталистических странах / С предисл. Г. М. Кржижановского. — Ленинград : Изд-во Акад. Наук СССР, 1933. — 224 с.
- «Единая энергетическая система СССР» (совместно с Г. М. Кржижановским, М., 1956)
- «Основные вопросы принципиальной схемы единой энергетической системы СССР» (М., 1956)
- Принимал участие в составлении труда «О развитии народного хозяйства Урала в условиях войны» (1942)